# Drosophila tropicalis
Drosophila tropicalis är en tvåvingeart som beskrevs av Hans Burla och A. Brito da Cunha 1949. Drosophila tropicalis ingår i släktet Drosophila och familjen daggflugor.
Artens utbredningsområde sträcker sig från El Salvador till Brasilien och Bolivia.